# Reptilien

Vue d'artiste mettant en perspective deux figures : celle d'un être humain et celle d'un « extraterrestre reptilien ».

Le reptilien, également appelé reptile humanoïde ou reptiloïde, est une créature imaginaire mi-homme, mi-reptile, qui joue un rôle de premier plan dans la littérature fantastique, la science-fiction, l'ufologie et le complotisme.
La théorie des « reptiliens »  est propagée par David Icke, un ancien journaliste sportif devenu ensuite fabulateur, il proclame que des extraterrestres reptiliens ayant pris forme humaine manipulent les sociétés humaines. David Icke déclare à plusieurs reprises (sans citer ses sources) que de nombreux dirigeants mondiaux sont des reptiliens ou sont possédés par ceux-ci.

## Origines de la théorie des reptiliens
Michael Barkun, politologue à l'université de Syracuse, explique que le concept de conspiration menée par des êtres reptiliens prendrait sa source dans la fiction sword and sorcery de Robert E. Howard (le créateur de Conan le Barbare et Kull le Conquérant entre autres), spécifiquement l'histoire The Shadow Kingdom publiée en août 1929 dans le magazine Weird Tales. Les « hommes-serpents » de l'histoire de Howard étaient décrits comme des humanoïdes à tête de serpent, capables de se métamorphoser à leur gré en adoptant un aspect humain, vivant dans des galeries souterraines, profitant de leurs pouvoirs de transformation corporelle et de contrôle de l'esprit pour infiltrer sans peine l'Humanité. Clark Ashton Smith reprendra dans sa propre fiction les hommes-serpents de Howard et certains concepts imaginés par H. P. Lovecraft, tout en collaborant avec ces auteurs en question afin d'établir ensemble les bases du Mythe de Cthulhu.
Dans les années 1940, le théosophiste Maurice Doreal , de son vrai nom Claude Doggins, écrivit un pamphlet nommé The Mysteries of the Gobi évoquant une race hybride d'êtres au corps presque humain mais avec une tête propre aux « grands serpents », capables de prendre forme humaine. Ces créatures seront mentionnées également par Doreal dans le poème The Emerald Tablets évoquant d'hypothétiques tablettes d'émeraude écrites par un certain Thoth, prêtre-roi d'Atlantide. Le professeur Barkun estime qu'il est vraisemblable que Doreal ait emprunté ces idées de l'histoire The Shadow Kingdom et que plus tard David Icke utilisera allègrement les Emerald Tablets de Doreal pour le concept de son livre Children of the Matrix en les présentant comme un fait historique avéré.
Le journaliste américain Brad Steiger, spécialisé dans le paranormal, est le premier ufologue à avoir parlé des extraterrestres de type reptilien, ou reptiles humanoïdes, dans son livre Flying Saucers are hostile, paru en 1967.
En 1990, R. A. Boulay soutient ce qu'il imagine être le « passé reptilien de l'Humanité » en présentant des œuvres culturelles supposées être des réminiscences d'un passé oublié.

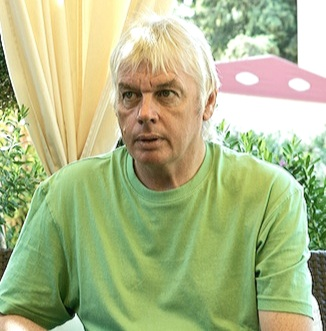
David Icke.

À la fin des années 1990, David Icke, décrié pour être proche des cercles antisémites en Amérique du Nord, popularise le thème des reptiles humanoïdes et le terme reptilien. Il échafaude une théorie du complot en mélangeant des thèses ufologiques, comme la théorie des anciens astronautes et des œuvres de science-fiction comme la franchise Stargate ou la série V. Aux deux œuvres il reprend l'idée de voyages spatiaux, les métamorphoses et la volonté d'asservissement de l'humanité, reprenant et mélangeant des éléments choisis des deux fictions. Dans la première œuvre, il reprend l'idée d'origine extraterrestre des divinités antiques, mais au lieu de situer son récit dans l'ancienne égypte, il le situe au temps de l'antiquité sumérienne,,, ; il emprunte à la seconde l'apparence des extraterrestres, la collaboration et la corruption des personnes de pouvoir (politique, économique, financier). Fritz Springmeier et Don Bradley les assimileront quant à eux aux figures bibliques des Nephilims.

## Diffusion
Au cours des années 2000, certains auteurs, soutiennent que des chefs d'État et de gouvernement (Élisabeth II, George W. Bush, Barack Obama), de riches familles (Rockefeller et Rothschild) et certaines communautés religieuses en sont les descendants,.
Ces récits se distinguent par une épistémologie, des objets d'études (picturale, photographique, audiovisuel), des méthodes d'analyse et des conclusions (souvent politiques) incompatibles avec les explications dominantes, auxquelles elles s'opposent.

## Audience
Un sondage d'opinion menée en 2013 fait apparaître que 4 % des Américains interrogés pensent que des reptiliens « contrôlent nos sociétés ». Cette propagation passant principalement par l'intermédiaire d'internet, les adeptes se dénommant « chercheurs de vérité » (« truthseekers »).